# ひげよさらば
『ひげよさらば』は、1984年4月2日から1985年3月18日にかけて、NHKで全213話がテレビ放送された人形劇である。

## 概要
上野瞭の小説『ひげよ、さらば』が原作で、登場するキャラクターの一部の名前や結末が異なっている。32年間放送されてきたNHKの人形劇はこの番組終了から『人形歴史スペクタクル 平家物語』までの間、8年間休止した。
番組ロゴでは「よ」の文字が小さくなっており『ひげょさらば』と表記されることがある。
1984年5月14日からはNHK衛星第一テレビジョンでも放送。
1985年4月8日から1986年7月5日までは17:05 - 17:15に再放送を実施。
放送ライブラリーでは第1回が公開。

## ストーリー
シリーズタイトルは「テレビ文庫」より。
第一章 まよい猫ヨゴロウザ
プロローグ。
第二章 ヨゴロウザを助けろ
初めての団結。
第三章 飼われていた家へ
サグリの死。
第四章 野良犬がやってくる
第66回より開始。ヤックン、フックン、モックン登場。
黒ヒゲ改心。
第五章 ヨゴロウザの冒険
縄張り潜入。
第六章 タレミミとヨゴロウザ
タレミミの謀略。
第七章 リーダーヨゴロウザ
ユメオイの協力。
第八章 ヨゴロウザの願い
オオグライの暗躍。
第九章 アナホリとヨゴロウザ
くずれ滝の会見。
最終章 野良犬をやっつけろ
タレミミの死、そして和解。

## キャスト
ヨゴロウザ
声 - 榊原郁恵
人形操演 - 山根宏章
主人公。人間に捨てられ記憶喪失になった雄猫。
一文字
声 - 水島裕
人形操演 - 伊東万里子
原作表記 - 片目
親兄弟を野良犬に殺された雄猫。
テツガク
声 - 川久保潔
人形操演 - 三井淳子
原作表記 - 学者猫
ハネカエリ
声 - 潘恵子
人形操演 - 吉村ふく好
おてんば雌猫。原作には登場しないオリジナルヒロイン。
黒ヒゲ
声 - 内海賢二
人形操演 - おかの公夫
オオグライ
声 - 佐藤B作
人形操演 - 鹿島桂子
大泥棒
声 - 井上和彦
人形操演
フラット
声 - あべ静江
人形操演 - 鹿島桂子
原作表記 - 歌い猫
オモテカウラカ
声 - 花井京之助
人形操演 - 山崎照見
ウラナイ
声 - 斎藤隆
人形操演 - 石井マリ子
ゴキゲンヨウ
声 - 安原義人
人形操演 - 星野サエ
原作表記 - オトシダネ
星から来た猫
声 - 麻上洋子
人形操演 - 三井淳子
シャナリ
声 - 広中富士子
人形操演 - 大江健司
原作表記 - まねき猫
ホイホイ
声 - 鈴置洋孝
人形操演 - 鹿島桂子
お経猫
声 - 三田松五郎
人形操演 - 三井淳子
ゴロ
声 - 岸部シロー
人形操演 - おかの公夫
じいさまガエル
声 - 千葉耕市
人形操演 - 高橋弘一
サグリ
声 - 中原茂
人形操演 - 石井マリ子、森山木の実
オオダンナ
声 - 八奈見乗児
人形操演 - 高橋弘一
カギバナ
声 - 塚本信夫
人形操演 - 大江健司
マダラ
声 - 田山涼成
人形操演 - 森山木の実
ナキワスレ
声 - 大山尚雄
キバ
声 - 大山尚雄
チビ
声 - 渡辺菜生子
シマシマ
声 - 金原亭小駒
ヤドナシ
声 - 森本レオ
タレミミ
声 - 飯塚昭三
ハリガネ
声 - 小林清志
ソノコロ
声 - 野本礼三
オドシ
声 - 柴田秀勝
ヒトトビ
声 - 山形ユキオ
カギダシ
声 - 玄田哲章
オイコミ
声 - 大竹宏
サカナデ
声 - 関根信昭
ユメオイ
声 - ひかる一平
アナホリ
声 - 谷隼人
ガリ
声 - 辻村真人
チョロ
声 - 北川智繪
スー
声 - 棟里佳
人間
声 - 市川兵衛
ヤックン
声 - 薬丸裕英
フックン
声 - 布川敏和
モックン
声 - 本木雅弘
その他
- 語り - 春風亭小朝
- 人形操演 - 大槻達夫、池村光子

## スタッフ
- 原作 - 上野瞭『ひげよ、さらば』
- 脚本 - 関功
- 音楽 - チト河内
- 演奏 - 東京室内楽協会
- オープニングアニメーション - 本田ゆきお
- エンディングアニメーション - 福島治
- 人形製作 - 人形館
- 人形美術 - タナカマサオ
- 小道具 - 斎藤堅、加藤晃
- 美術 - 伊川陽一、清水孟、斎藤泰一
- 特殊効果 - 白木久光
- 効果 - 宮本騏嘉、佐々木隆夫。野村知成
- 技術 - 杉山敏夫、藤木正夫、草彅健次
- 照明 - 力石栄造、登坂輝彦、沢田武利、唐沢祐三、佐々木達之介
- カメラ - 竹内祥高、飯塚尭光、白井政治、奥山操
- 音声 - 岡崎兵衛、菱木幸司
- 広報 - 松田誠一
- 演出 - 笹原紀昭、花房實、安江進、峯岸透、中村哲志、浅野加寿子
- デスク - 島津隆夫
- 制作 - 藤田克彦、渡辺耕作

## 主題歌・挿入歌
オープニングテーマ
- 「キャッツ&ドッグ」（歌：シブがき隊）
  - 作詞：秋元康／作曲・編曲：井上大輔

エンディングテーマ
- 「地球最初の嵐のように」（歌：シブがき隊）
  - 作詞：安井かずみ／作曲：加藤和彦／編曲：大谷和夫

挿入歌
- 「ね、この子」（歌：榊原郁恵）
  - 作詞：青井陽治／作曲：チト河内／編曲：高井達雄

## 番組書籍
- NHK人形劇 ひげよさらば ムック版（1984年7月、理論社）ISBN 9784652044018
- テレビえほん NHK人形劇 ひげよさらば（理論社）
  1. まよいネコヨゴロウザ（1984年7月）ISBN 9784652006047
  2. ヨゴロウザをたすけろ（1984年8月）ISBN 9784652006054
  3. かわれていたうちへ（1984年8月）ISBN 9784652006061
- テレビ文庫 NHK人形劇 ひげよさらば（理論社）
  1. まよい猫ヨゴロウザ（1984年7月）ISBN 9784652006191
  2. ヨゴロウザを助けろ（1984年8月）ISBN 9784652006207
  3. 飼われていた家へ（1984年9月）ISBN 9784652006214
  4. 野良犬がやってくる（1984年10月）ISBN 9784652006221
  5. ヨゴロウザの冒険（1984年11月）ISBN 9784652006238
  6. タレミミとヨゴロウザ（1984年12月）ISBN 9784652006245
  7. リーダーヨゴロウザ（1985年1月）ISBN 9784652006252
  8. ヨゴロウザの願い（1985年2月）ISBN 9784652006269
  9. アナホリとヨゴロウザ（1985年3月）ISBN 9784652006276
  10. 野良犬をやっつけろ（1985年4月）ISBN 9784652006283

## 映像商品
- NHK人形劇クロニクルシリーズ Vol.7 ひげよさらば タナカマサオの世界
  - 発売日：2003年3月21日
  - レーベル：アミューズソフト
  - 規格品番：ASHB-1122
  - EANコード：JAN 4527427611221
  - 収録回：第1回、第194回 - 第202回、最終回

## 小説『ひげよ、さらば』
『ひげよ、さらば』は、上野瞭の児童文学小説。

### 書籍情報
| 発売日        | レーベル               | 巻 | ISBN          |
| ------------- | ---------------------- | -- | ------------- |
| 1982年3月     | 理論社の大長編シリーズ |    | 9784652010297 |
| 1984年3月     | 理論社ノベルス         | 上 | 9784652072011 |
| 1984年3月     | 理論社ノベルス         | 中 | 9784652072028 |
| 1984年3月     | 理論社ノベルス         | 下 | 9784652072035 |
| 1987年1月25日 | 新潮文庫               | 上 | 9784101003313 |
| 1987年1月25日 | 新潮文庫               | 下 | 9784101003320 |
| 2023年4月18日 | 理論社                 | 上 | 9784652205457 |
| 2023年4月18日 | 理論社                 | 中 | 9784652205464 |
| 2023年4月18日 | 理論社                 | 下 | 9784652205471 |

### 受賞
- 第23回日本児童文学者協会賞

## 舞台
2023年9月 - 10月、PARCO劇場開場50周年記念シリーズとして東京と大阪で上演。

### 公演日程（舞台）
- 2023年9月9日 - 30日、PARCO劇場
- 2023年10月4日 - 9日、COOL JAPAN PARK OSAKA WWホール

### キャスト（舞台）
- ヨゴロウザ - 中島裕翔（Hey! Say! JUMP）[10]
- 片目 - 柄本時生[10]
- 学者猫 - 音月桂[10]
- オトシダネ - 忍成修吾[10]
- ナキワスレ（犬） - 石田佳央[10]
- 黒ひげ - 一ノ瀬ワタル[10]
- 星からきた猫 - 屋比久知奈[10]
- くずれ猫 - 中村梅雀[10]

### スタッフ（舞台）
- 原作 - 上野瞭「ひげよ、さらば」（初版1982年理論社より出版）
- 脚本・演出 - 蓬莱竜太
- 音楽 - 稲本響